# Spitz alemão
A spitz alemão[Nota] (em alemão:  Deutscher Spitz) é uma raça de cães do  tipo spitz oriunda da Alemanha que possui distintas variedades de tamanho: o grande, o médio, o pequeno e o anão (popularmente conhecido como lulu-da-pomerânia), incluindo também o Keeshond.

## História
Historicamente, cães do tipo spitz (lupoides) chegaram à Europa levados pelos viquingues, sendo mencionados pela primeira vez na literatura alemã em 1450. Enquanto o canino de porte médio foi criado para o pastoreio, os outros dois foram desenvolvidos para serem cães de companhia. Diz-se que estes cães não gostam de serem comandados e que por isso devem ser adestrados desde cedo. São ainda muito classificados como alertas e extrovertidos, embora teimosos.

## Características
Seu físico chega aos 40 cm e os 19 kg para a variante grande. Já o standard pode medir 36 cm e atingir os 12 kg, enquanto o pequeno pode chegar a pesar um máximo de 8 kg e medir 28 cm. O lulu, a versão miniatura do spitz, popularizou-se devido à Rainha Vitória, que a tinha como raça de companhia. Ao contrário das outras variantes, o lulu é facilmente adestrável quando filhote.
De acordo com o padrão estabelecido pela FCI, este canino é aceito em praticamente todas as cores. Apesar do pelo longo, a facilidade em trata-lo contribuiu para a sua popularidade, exigindo apenas escovações periódicas e banhos mensais. Não há tosa específica para a raça, pede-se que apenas os bigodes do focinho e pelos sob as patas sejam aparados. Apesar disso, muitos criadores consideram o padrão quadrado (quando a altura é igual ao comprimento), o lulu perfeito, já que esta característica dá ao cão a aparência de uma bola de pelos.

### Variedades[6]
- Keeshond (Wolfspitz) — Altura: de 43–55 cm na cernelha; Peso: 15–20 kg
- Spitz alemão grande (Großspitz) — Altura: entre 42–50 cm; Peso: 15–20 kg. Difere do Keeshond pela pelagem.
- Spitz alemão médio (Mittelspitz) — Altura: de 30–38 cm; Peso: 5–10 kg
- Spitz alemão pequeno (Kleinspitz) —  Altura: 23–29 cm; Peso: 5–10 kg
- Spitz alemão anão (Zwergspitz) ou lulu-da-pomerânia — Altura: 18 - 22 cm; Peso: 1,0–3,5 kg.

## Galeria

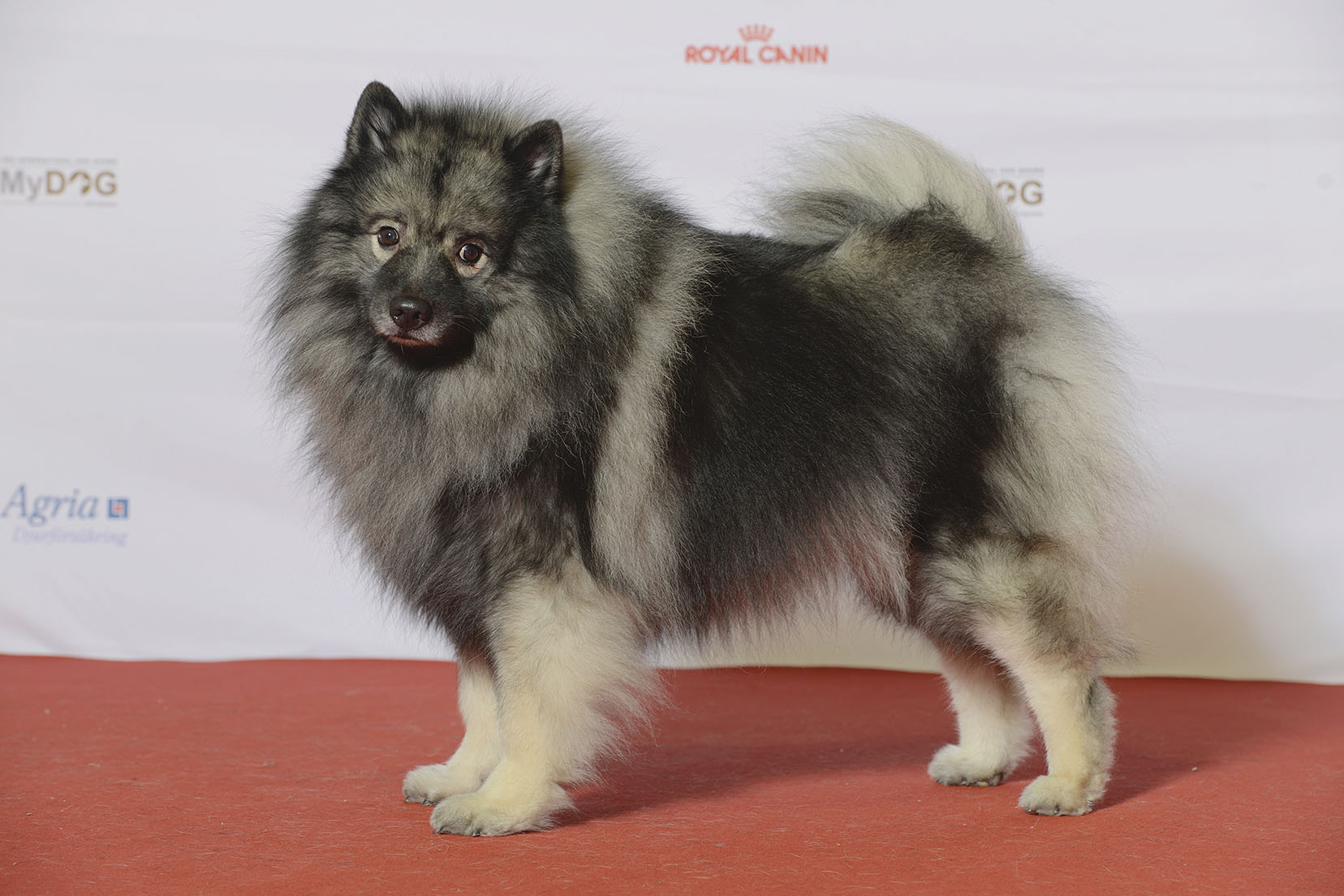
Keeshond (Wolfspitz)
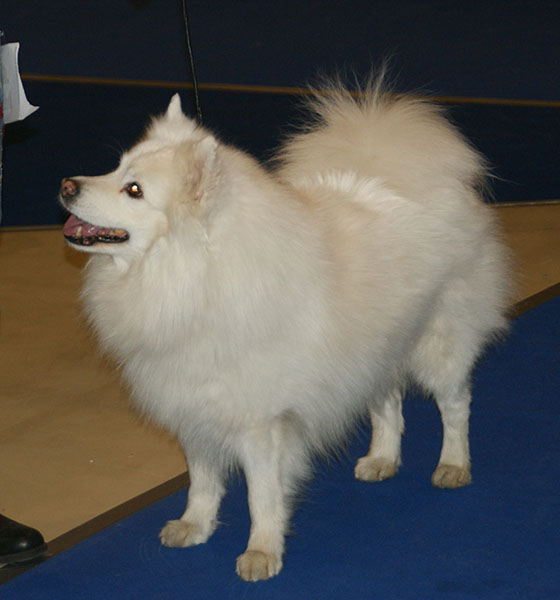
Spitz alemão grande (Großspitz)
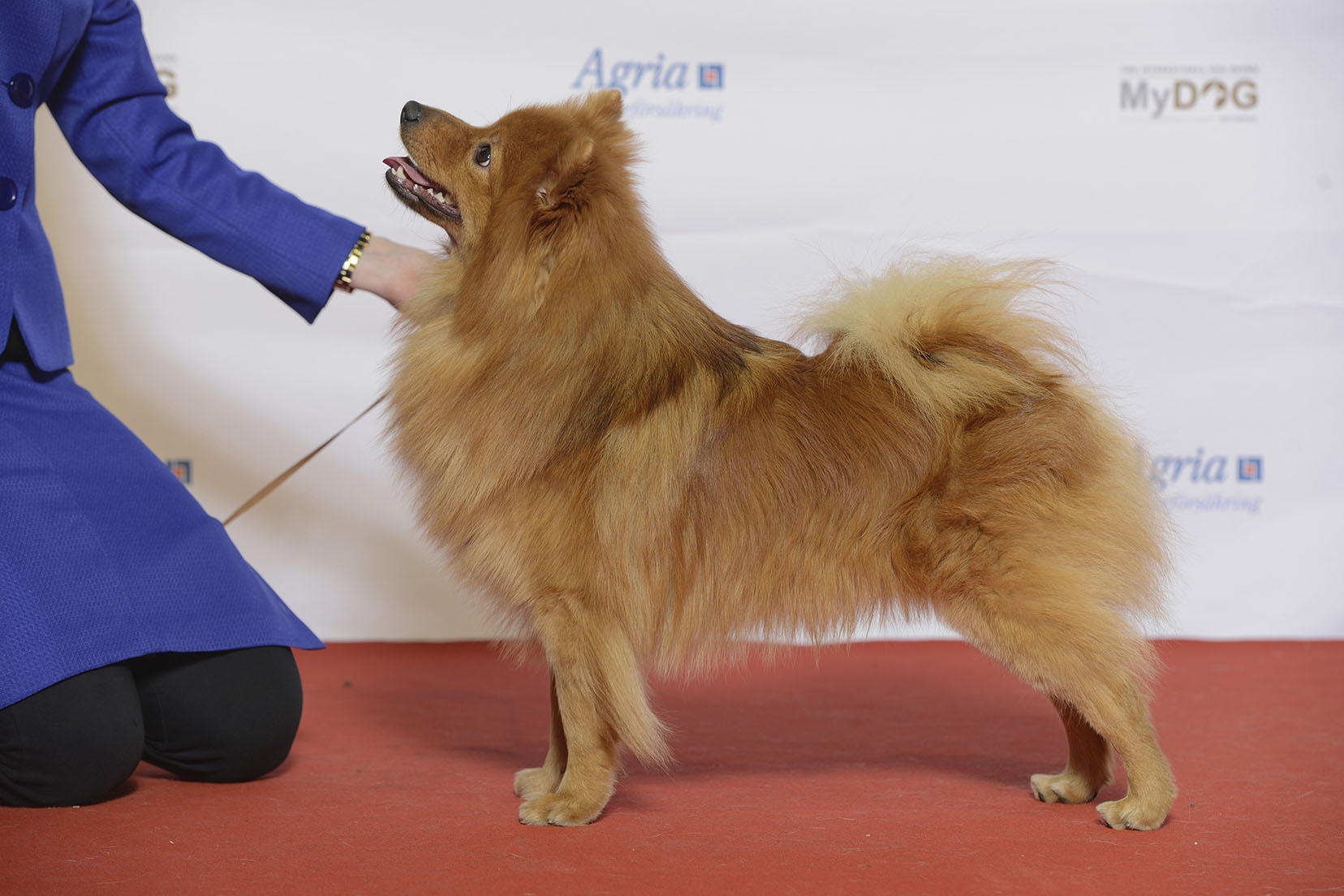
Spitz alemão médio (Mittelspitz)
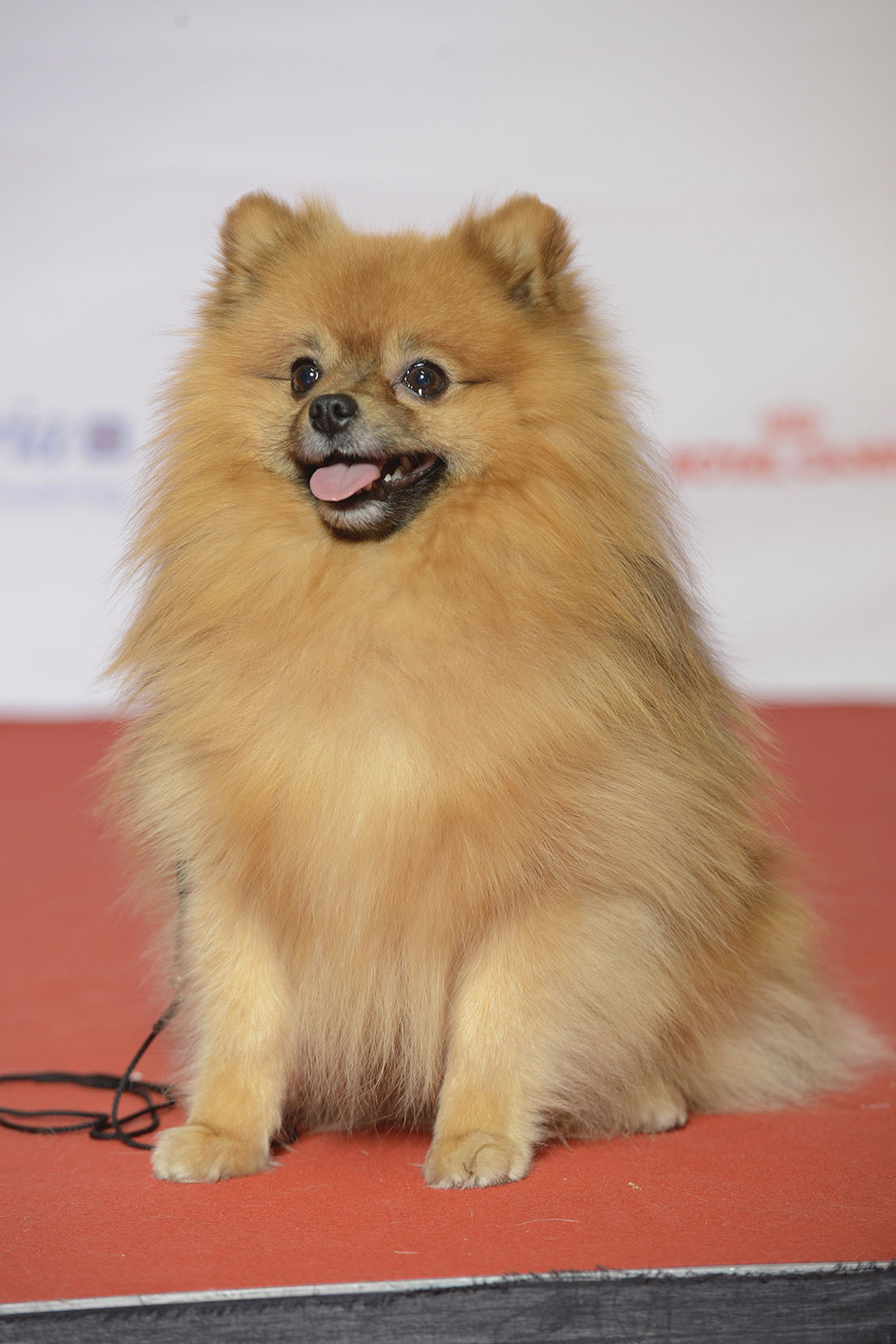
Spitz alemão pequeno (Kleinspitz)
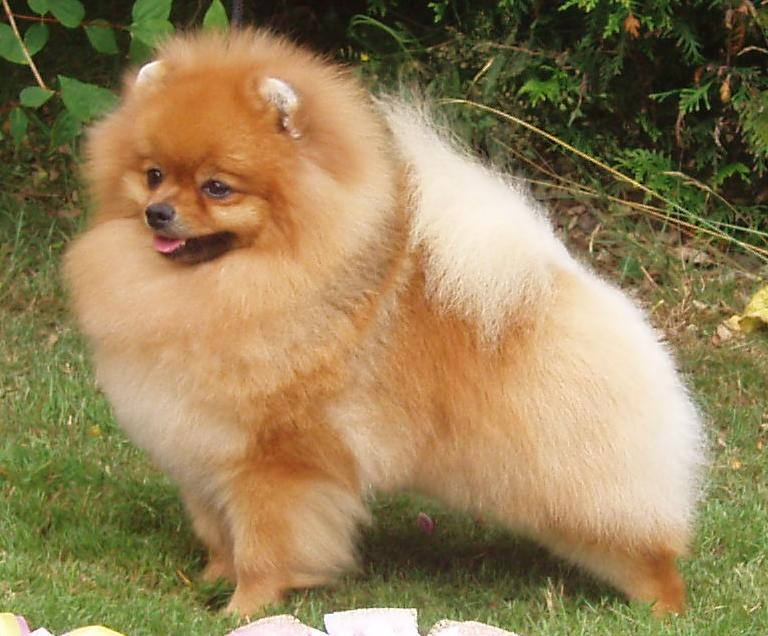
Spitz alemão anão (Zwergspitz). Lulu-da-pomerânia.
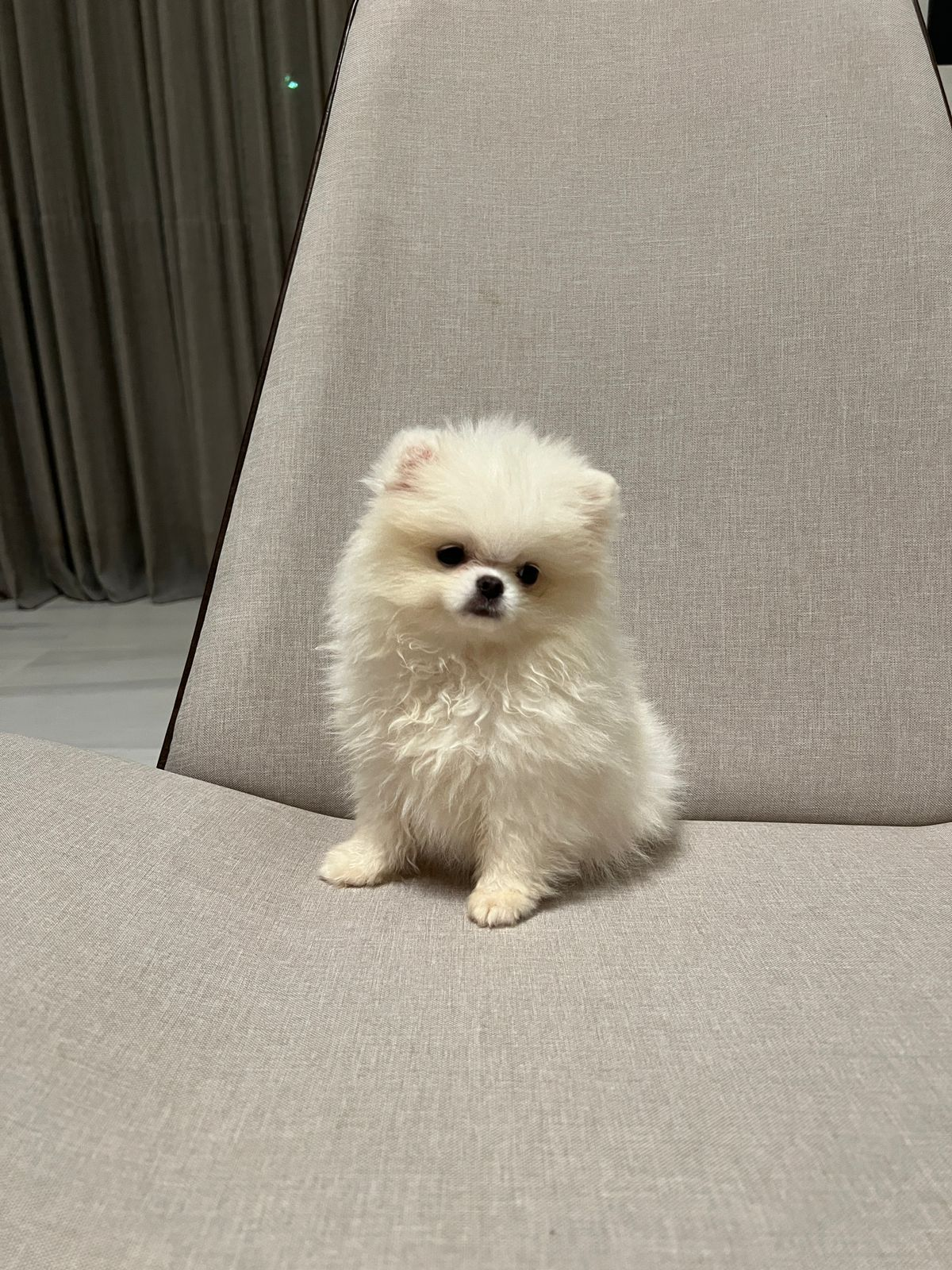
filhote de spitz alemão 3 meses, linhagem chinesa, branco neve